# Horvát kuna
A horvát kuna (horvátul: hrvatska kuna) Horvátország hivatalos pénzneme volt 1994 és 2022 között. Váltópénze a lipa. A kuna szó jelentése horvátul nyest, pénznévvé azért vált, mert a középkorban a nyestbőrt fizetőeszközként használták. A lipa szó jelentése horvátul hárs.
2022. június 1-jén az Európai Bizottság jóváhagyta, hogy 2023-tól a horvát kunát az euró váltsa fel. 2023. január 14-ig a kuna és az euró párhuzamosan forgalomban volt, azóta már csak az eurót lehet használni.

## Története
Mikor Pannónia római provincia volt, az adókat az akkor igen nagyra becsült nyestbőrben kellett leróni – innen származik a marturina vagy mardurina szó (horvátul kunovina), ami nyestbőradót jelent (martus latin jelentése nyest). A kuna több szláv államalakulatban is szolgált fizetőeszközként, ezek közül legjelentősebb a Kijevi Rusz és a helyébe lépő államalakulatok, melyek egészen a korai 15. századig használták; értéke egyenlő volt 1/25 (később 1/50) hrivnya ezüsttel.
A középkori Horvátországban sokféle idegen pénz forgott, kb. 1018 után pedig saját pénzt vezettek be. 1255 és 1384 között a horvát bán nyesttel díszített érméket veretett (báni dénár), de később ezek az érmék – Horvátország önállóságának csökkenésével – fokozatosan visszaszorultak.

### A második világháború idején
A kuna bevezetése ismét felmerült, amikor a Jugoszláv Királyságon belül 1939-ben létrehozott Horvát Bánság saját pénz kibocsátását fontolgatta. Végül a Független Horvát Állam 1941. július 26-án bevezette a kunát, amely 1:1 arányban lépett az addig használt jugoszláv dinár helyébe. Váltópénze a banica volt (1 kuna = 100 banica). Árfolyama 1 márka = 20 kuna arányban a birodalmi márkához volt rögzítve, a bankjegyeket a németországi Giesecke & Devrient cég nyomtatta.
Ekkor veretett érmék: 0,50 kuna, 1 és 2 kuna (1942. szeptember 25.) 10 kuna (1941. augusztus 30.) 50, 100, 500 és 1000 kuna (1942. május 26.) 5 000 kuna (1943. július 15.) 1000 és 5 000 kuna (1943. szeptember 1.)
A 10 000 kunást csak előkészítették és 1 darab ma is megtalálható a Lipcsei múzeumban.
1945. február 28-án készítettek 50 000 kunás bankót is, de a háború végén már nem adták ki.
Végül 1945. június 30. és július 9. között a kunát kivonták a forgalomból, helyébe az 1944-től kibocsátott jugoszláv dinárt vezették be 1 dinár = 40 kuna átváltási árfolyammal.

### Az 1990-es években bevezetett kuna
1991 augusztusában a Horvát Pénzügyi Bizottság úgy döntött, hogy a korona (horvátul: kruna) lesz az állandó horvát pénznem, annak századrésze pedig a banica. 1993 júliusában azonban 10 parlamenti képviselő javaslatára mégis a kunát választották meg új pénznemnek.
Az új pénznemet 1994 júniusában vezették be az addigra már elinflálódott dinár helyett 1 kuna = 1000 dinár értékben. A névválasztás vitákat gerjesztett a horvátországi szerb kisebbség körében, hiszen a szerbeket üldöző Független Horvát Államnak is ez volt a pénzneme, ami – véleményük szerint – nemkívánatos kontinuitást fejezne ki. A horvát kormányzat ezzel szemben a római kori és középkori hagyományok jelentőségét állította szembe, valamint azt, hogy már a Horvát Bánságban is tervezték a kuna bevezetését. Az ellenzők inkább a kruna (a korona neve horvátul) pénznevet javasolták az osztrák-magyar koronára utalva. Végeredményben a vita fölöslegesnek tekinthető, ha figyelembe vesszük, hogy a kuna mint fizetőeszköz a horvát történelem sokkal nagyobb részén ível át, mint amit a második világháborús bábállam képvisel.
A kuna forgalombahozataláért a Horvát Nemzeti Bank felel.

## Érmék
A lipaérméken Horvátországban előforduló növények, a kunaérméken állatok láthatók, melyek nevét páratlan verési évszám esetén horvátul, páros évszám esetén latinul tüntetik fel. Az 1 és 2 lipás érmék hivatalos fizetőeszközök, de csekély értékük miatt 2009 óta nem verik, forgalomban nem találkozni velük.
| Névérték | Műszaki paraméterek | Műszaki paraméterek | Műszaki paraméterek                 | Hátlap                               |
| Névérték | Átmérő              | Tömeg               | Összetétel                          | Hátlap                               |
| -------- | ------------------- | ------------------- | ----------------------------------- | ------------------------------------ |
| 1 lipa   | 17 mm               | 0,7 g               | 98% alumínium, 2% magnézium         | kukorica (Zea mays)                  |
| 2 lipa   | 17 mm               | 0,92 g              | 98% alumínium, 2% magnézium         | szőlővessző (Vitis vinifera)         |
| 5 lipa   | 18 mm               | 2,5 g               | 72% réz, 27,5% cink                 | kocsányos tölgy (Quercus robur)      |
| 10 lipa  | 20 mm               | 3,25 g              | 72% réz, 27,5% cink                 | dohány (Nicotiana tabacum)           |
| 20 lipa  | 18,5 mm             | 2,9 g               | 95% vas, 5% nikkel                  | olajfa (Olea europaea)               |
| 50 lipa  | 20,5 mm             | 3,65 g              | 95% vas, 5% nikkel                  | (Degenia velebitica), (káposztaféle) |
| 1 kuna   | 22,5 mm             | 5 g                 | 65% réz, 23,2% nikkel, 11,8% cink   | fülemüle (Luscinia megarhynchos)     |
| 2 kuna   | 24,5 mm             | 6,2 g               | 65% réz, 23,2% nikkel, 11,8% cink   | kékúszójú tonhal (Thunnus thynnus)   |
| 5 kuna   | 26,5 mm             | 7,45 g              | 63,1% réz, 23,2% nikkel, 13,7% cink | likai barna medve (Ursus arctos)     |

## Bankjegyek
A bankjegyek mind küllemükben, mind címletükben hasonlítanak az egykori német márka bankjegyekhez, a tízmárkás és az első kiadású tízkunás esetében a megtévesztésig, ezért a tízkunást rövid időn belül újra kellett nyomni más színnel. A bankjegyeket a németországi Giesecke & Devrient és a Cebs Austria cégek gyártják.
| Névérték  | Előoldal                               | Hátoldal                                                                          | Leírás         | Leírás      | Dátumok           | Dátumok          | Dátumok          |
| Névérték  | Előoldal                               | Hátoldal                                                                          | Méret          | Szín        | nyomtatás         | kibocsátás       | visszavonás      |
| --------- | -------------------------------------- | --------------------------------------------------------------------------------- | -------------- | ----------- | ----------------- | ---------------- | ---------------- |
| 5 kuna    | Zrínyi Péter, Frangepán Ferenc Kristóf | Varasd óvárosa                                                                    | 122 mm × 61 mm | zöld        | 1993. október 31. | 1994. május 31.  | 2007. április 7. |
| 10 kuna   | Juraj Dobrila                          | a pólai colosseum                                                                 | 126 mm × 63 mm | szürke      | 2001. március 7.  | 2001. június 18. | 2023. január 16. |
| 20 kuna   | Josip Jelačić                          | Vukovár                                                                           | 130 mm × 65 mm | vöröses     | 1993. október 31. | 1994. május 30.  | 2023. január 16. |
| 50 kuna   | Ivan Gundulić                          | Dubrovnik                                                                         | 134 mm × 67 mm | kék         | 1993. október 31. | 1994. május 30.  | 2023. január 16. |
| 100 kuna  | Ivan Mažuranić                         | Fiume; Szt. Vitus temploma                                                        | 138 mm × 69 mm | sárga       | 1993. október 31. | 1994. május 31.  | 2023. január 16. |
| 200 kuna  | Stjepan Radić                          | Eszék; Tvrđa                                                                      | 142 mm × 71 mm | barna       | 1993. október 31. | 1994. május 31.  | 2023. január 16. |
| 500 kuna  | Marko Marulić                          | Split; Diocletianus palotája                                                      | 146 mm × 73 mm | barnás      | 1993. október 31. | 1994. május 31.  | 2023. január 16. |
| 1000 kuna | Ante Starčević                         | I. Tomiszláv horvát király szobra és a zágrábi Mária Mennybemenetele Székesegyház | 150 mm × 75 mm | kékesszürke | 1993. október 31. | 1994. május 31.  | 2023. január 16. |

## Emlékérmék
Emlékérmék:
- 25 kuna:
  - Horvátország, mint az EU tagjelöltje (2004. június 18.) (30 000 darab)
  - A horvát függetlenség nemzetközi elismerésének 10. évfordulója. (2002. január 15.) (200 000 darab)
  - 2000. (300 000 darab)
  - EURO (300 000 darab)
  - EXPO-Lisszabon, 1998. (300 000 darab)
  - Horvátország az ENSZ tagjaként (300 000 darab)
  - A horvát eszperantisták első konferenciája (300 000 darab)
  - Horvát dunamente (300 000 darab)
- 5 kuna:
  - A Senjben glagolica írással íródott könyv 500. évfordulója (1 000 000 darab)
- 2 kuna, 20 és 1 lipa:
  - A Horvát Nemzeti Bank 1995. július 15-én 500,000 darab, az Élelmezésügyi és Mezőgazdasági Világszervezet 50. évfordulójának emlékére szóló kétkunásat adott forgalomba.[7]
- 1 kuna, 5 és 2 lipa:
  - 1996. évi nyári olimpiai játékok - Atlanta (1 kuna: 1 000 000 darab)
- 50 lipa
  - 1996-os angliai labdarúgó Európa-bajnokság (900 000 darab)
- 10 lipa
  - ENSZ

## Érdekességek
A horvát 2 kunás érme és a magyar 10 forintos érme súlyra, alakra hasonló, emiatt a horvátországi parkolóautomaták összetévesztették a 2000-es években e két érmét. A 2011-ben a horvát parkolási cég vezetője elismerte, hogy többször találtak 10 forintos érméket az automatákban.
A horvátországi magyar nyelvjárásban kúna formában írják a pénznemet.